# Victor Crone
Victor Fritz-Crone (nacido el 31 de enero de 1992), también conocido como Vic Heart, es un cantante y guitarrista  sueco. Representó a Estonia en el Festival de la Canción de Eurovisión 2019 en Tel Aviv con la canción "Storm" tras ganar el Eesti Laul 2019.

## Biografía
Victor Crone nació y creció en Österåker, Suecia. Empezó a tocar la guitarra y a componer canciones a los 15 años. Cuando tenía 18, se mudó a Los Ángeles y Nashville para componer canciones con artistas aclamados como Diane Warren, Desmond Child y Eric Brazilian. Además, actuó en algunos centros de conferencias internacionales de música en Los Ángeles y lanzó la canción "Jimmy Dean" bajo el nombre de Vic Heart.
En 2015. Victor lanzó su primer sencillo "Burning Man". También participó en el Melodifestivalen 2015 junto al rapero Behrang Miri con la canción "Det rår vi inte för", que no consiguió clasificarse en la ronda Andra Chansen a favor de Samir & Viktor. El 16 de febrero de 2019, Crone ganó la preselección nacional estonia Eesti Laul con la canción "Storm", consiguiendo representar a Estonia en Eurovisión 2019 en Tel Aviv, Israel.

## Discografía

### Álbumes de estudio
| Título          | Detalles | Máximas posiciones en los charts |
| Título          | Detalles | SUE                              |
| --------------- | --- | -------------------------------- |
| Troubled Waters | - Fecha de lanzamiento: 22 de febrero de 2020 - Discográfica: Roxy Recordings, Playground - Formatos: descarga digital | —                                |

### Sencillos
| Título                                                                             | Año  | Máximas posiciones en los charts | Máximas posiciones en los charts | Máximas posiciones en los charts | Máximas posiciones en los charts | Máximas posiciones en los charts | Álbum                                  |
| Título                                                                             | Año  | SUE                              | EST                              | SCO                              | SWI                              | UK Down.                         | Álbum                                  |
| ---------------------------------------------------------------------------------- | ---- | -------------------------------- | -------------------------------- | -------------------------------- | -------------------------------- | -------------------------------- | -------------------------------------- |
| "Jimmy Dean" (como Vic Heart)                                                      | 2014 | —                                | —                                | —                                | —                                | —                                | Sencillo sin álbum                     |
| "Burning Man"                                                                      | 2015 | —                                | —                                | —                                | —                                | —                                | Sencillo sin álbum                     |
| "Det rår vi inte för" (con Behrang Miri)                                           | 2015 | 69                               | 48                               | —                                | —                                | —                                | Melodifestivalen 2015                  |
| "Feelgood Day"                                                                     | 2016 | —                                | —                                | —                                | —                                | —                                | Sencillo sin álbum                     |
| "Cadillac" (con Maximani)                                                          | 2016 | —                                | —                                | —                                | —                                | —                                | Sencillo sin álbum                     |
| "California"                                                                       | 2017 | —                                | —                                | —                                | —                                | —                                | Sencillo sin álbum                     |
| "Sunshine and Rain"                                                                | 2017 | —                                | —                                | —                                | —                                | —                                | Sencillo sin álbum                     |
| "Coming Up" (con Tungevaag & Raaban)                                               | 2017 | —                                | 49                               | —                                | —                                | —                                | Sencillo sin álbum                     |
| "Made Of"                                                                          | 2018 | —                                | —                                | —                                | —                                | —                                | Sencillo sin álbum                     |
| "Storm"                                                                            | 2019 | 39                               | 3                                | 56                               | 91                               | 59                               | Eurovision Song Contest: Tel Aviv 2019 |
| "Discovery" (con Syn Cole)                                                         | 2019 | —                                | —                                | —                                | —                                | —                                | Sencillo sin álbum                     |
| "Take Me Away" (con Tungevaag & Raaban)                                            | 2019 | —                                | —                                | —                                | —                                | —                                | Sencillo sin álbum                     |
| "This Can't Be Love"                                                               | 2019 | —                                | —                                | —                                | —                                | —                                | Troubled Waters                        |
| "Troubled Waters"                                                                  | 2020 | 17                               | —                                | —                                | —                                | —                                | Troubled Waters                        |
| "—" denota que no entró en esa lista de éxitos o no fue lanzado en ese territorio. |      |                                  |                                  |                                  |                                  |                                  |                                        |